# Кобеляцька сотня
Кобеляцька сотня — адміністративна одиниця та військовий підрозділ Гетьманщини у складі Полтавського полку.

## Історичні відомості
Тривалий час мала найважливіше стратегічне значення як підрозділ, котрий прикривав полковий центр та Миргород від татарських набігів. За винятком 1661—1663 років, відколи була Сомком включена до складу Кременчуцького, перебувала у складі Полтавського полку.
У 1660—1668 роках була поділена на 1-шу і 2-гу козацькі сотні. У 1764 році територію сотні, разом з окремими іншими, було анексовано, особовий склад увійшов до Дніпровської пікінерії.
Перший реєстр сотні — 1649 р., збереглися компути 1718, 1721, 1732, 1733, 1734 і 1735 рр.